# Batte de cricket
Pour les articles homonymes, voir Batte.

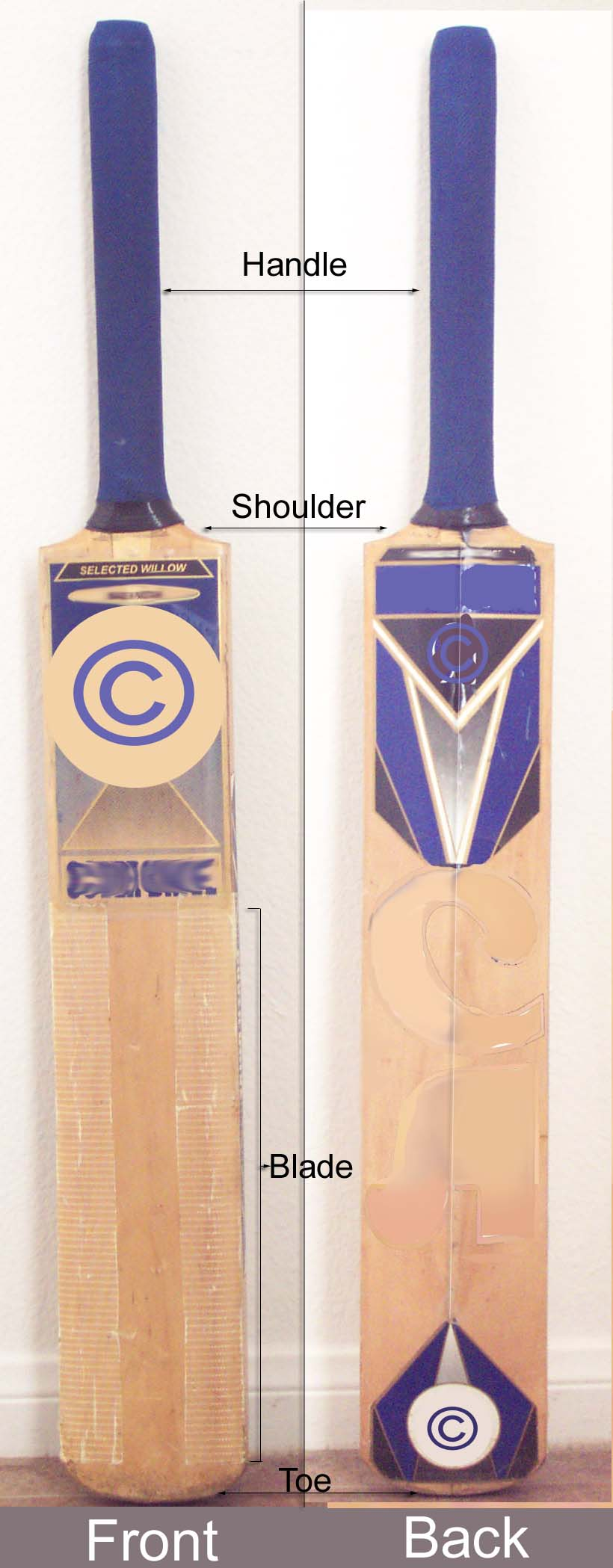
Batte de cricket.

Une batte de cricket est un accessoire en saule et rotin de la forme d'une rame courte maniée par les joueurs de cricket pour frapper la balle.

## Description
Maniée par le batteur (en anglais : batsman), elle est en saule, munie d'une poignée en rotin, elle a la forme d'une rame courte. Selon les règles du jeu, sa taille ne doit pas excéder 96,5 cm de longueur. La lame (anglais: blade) de la batte ne doit être composée que de bois et sa largeur doit être de 10,8 cm au maximum. La lame peut être recouverte d'un matériau de protection qui ne doit pas excéder 1,56 mm d'épaisseur et qui ne doit pas être susceptible d'occasionner des dommages importants à la balle.